# T'bolis

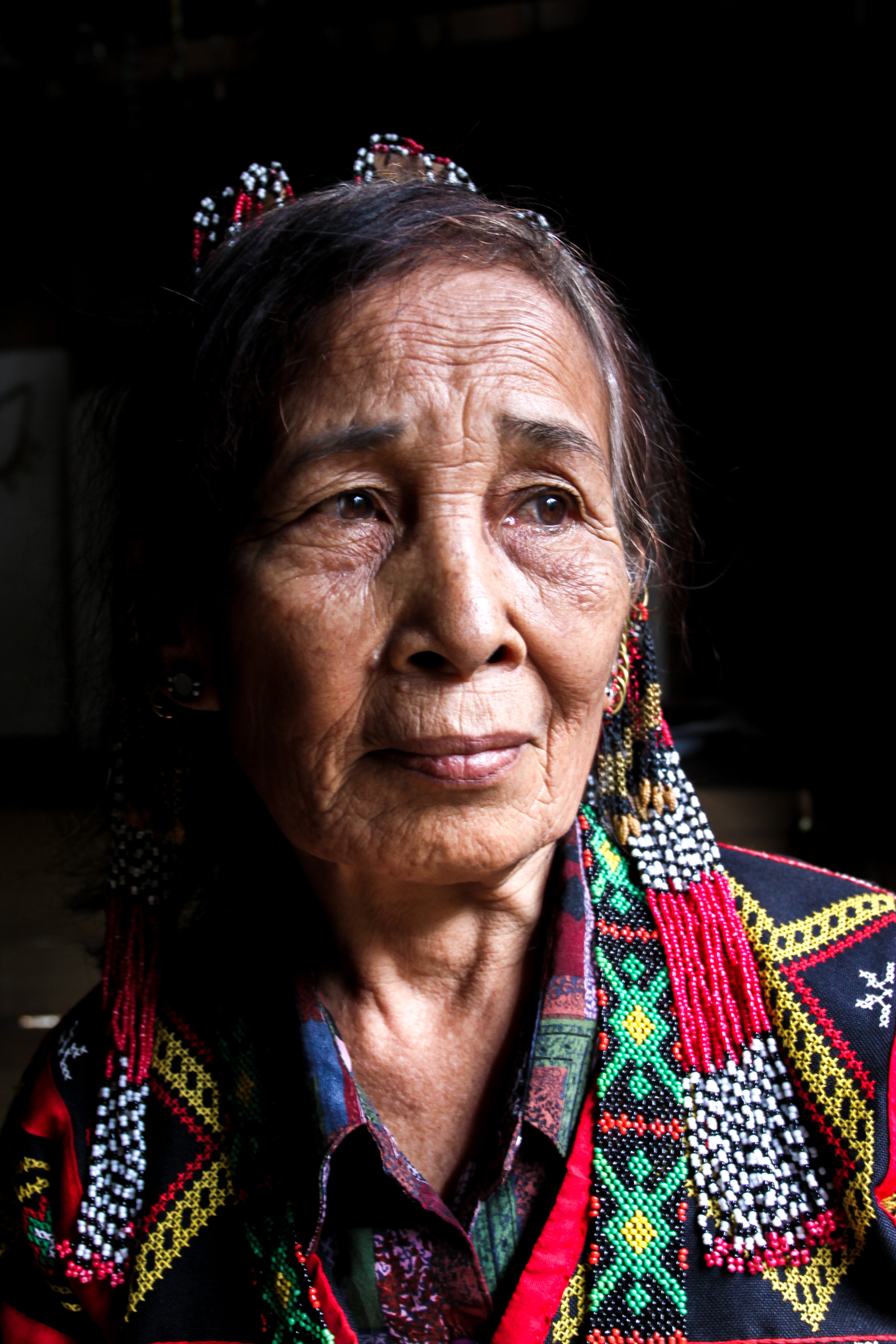
Femme de la tribu T'boli.

Les T'bolis sont une tribu animiste, vivant autour du lac Sebu, au sud de Mindanao dans la province de Cotabato aux Philippines.
Les T'bolis se seraient installés dans ce secteur de forêts denses et de montagnes découpées, il y a à peu près deux mille ans et ont vécu totalement isolés du reste du monde jusque dans les années 1970.
En 1997, les T'bolis comptaient un peu plus de soixante mille personnes, vivant de la chasse, de la pêche, de l'agriculture, mais aussi du tissage et de l'orfèvrerie. 
C'est un peuple très raffiné qui a élu domicile autour d'un lac enchanteur. Ils vouent un véritable culte à la beauté et à l'harmonie sous toutes ses formes. La musique est une composante essentielle de leur culture. Même dans la vie quotidienne, les femmes se parent de tenues éclatantes et portent perles et broderies d'or, comme pour une fête. Elles portent un soin attentif à leur coiffure et se protègent d'un grand chapeau conique en bambou et tissu, le « laong kinibang », recouvert d'un patchwork d'étoffes et orné d'un voile rouge vif. À cette coiffe et à leur ceinture, elles ajoutent des grelots et des clochettes.